# Grande balzo in avanti
Il grande balzo in avanti (大躍進T, 大跃进S, DàyuèjìnP) fu un piano economico e sociale praticato dal governo della Repubblica Popolare Cinese dal 1958 al 1961, che si propose di mobilitare la vasta popolazione cinese per riformare rapidamente il paese, trasformando il sistema economico fino ad allora basato sull'agricoltura in una moderna e industrializzata società comunista, caratterizzata dalla collettivizzazione.
Mao Zedong basò il suo programma sulla teoria delle forze produttive. Il Grande balzo si rivelò tuttavia un disastro economico, tale da condizionare la crescita del paese per diversi anni. È considerato dalla maggior parte degli autori come la principale causa della gravissima carestia (1959-1961), durante la quale morirono tra i 15 e i 55 milioni di persone (a seconda delle fonti). Oltre alle morti per fame, milioni di persone sono morte anche per percosse, torture ed esecuzioni.  Più del 30% di tutte le case vengono distrutte durante questa campagna per vari motivi.
(cfr. §La carestia e le sue cause)

## Contesto storico
Nell'ottobre 1949, dopo il ritiro del Kuomintang a Taiwan, il Partito Comunista Cinese proclamò la nascita della Repubblica Popolare Cinese, assumendo il potere e divenendone l'unico partito. Una delle prime e più importanti azioni politiche fu la riforma agraria, attraverso la quale le terre dei grandi proprietari e dei contadini ricchi vennero assegnate ai contadini più poveri.

### Le "due linee" e la collettivizzazione
All'interno del Partito coesistevano due visioni differenti sulla riforma agraria. Secondo i moderati, rappresentati da Liu Shaoqi, tra l'altro membro dell'Ufficio politico del PCC, avrebbe dovuto essere graduale e la collettivizzazione avrebbe dovuto attendere i progressi dell'industrializzazione, che avrebbe fornito all'agricoltura le macchine necessarie.
Secondo la fazione più radicale, capeggiata da Mao Zedong, il modo migliore per finanziare l'industrializzazione era di ridurre l'agricoltura a regime di monopolio di stato, sia nella distribuzione, che nella fornitura dei prodotti agricoli; questo avrebbe consentito allo stato di acquistare a basso costo e vendere a un prezzo più alto, finanziando il capitale per le industrie. Siccome fu presto chiaro che tale politica era impopolare, fu proposta la creazione di collettivi per facilitare la condivisione delle risorse (strumenti e animali) e per portare i contadini sotto il controllo diretto del Partito.

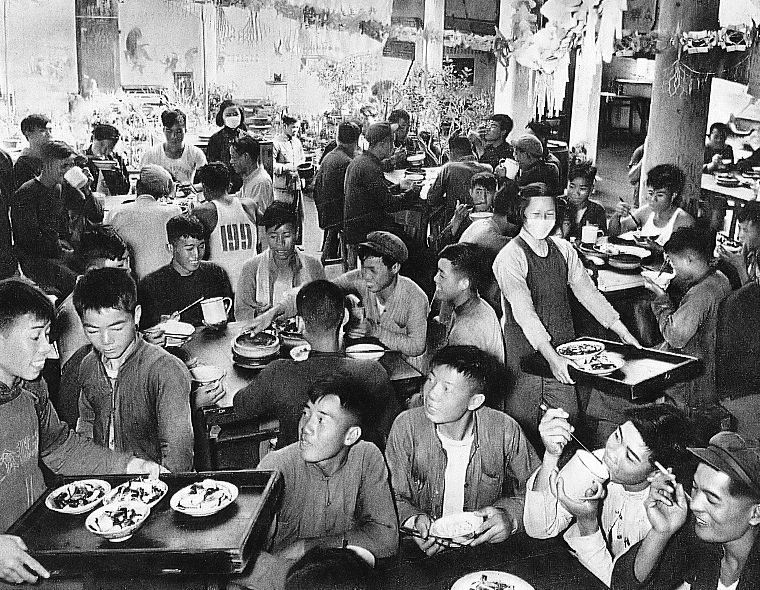
Una mensa della "Comune popolare".

La collettivizzazione avvenne gradualmente, dal 1949 al 1958, prima attraverso le Squadre di mutuo aiuto (5-15 famiglie), poi nel 1953 con le Cooperative semplici (20-40 famiglie), infine nel 1956 con le Grandi cooperative (100-300 famiglie). Tali riforme, da alcuni chiamate Piccolo balzo in avanti, furono generalmente impopolari, e condussero a forti resistenze fra i contadini, costretti a partecipare a riunioni di villaggio di giorni o settimane, finché "volontariamente" non aderissero alla collettivizzazione; moltissimi capi d'allevamento furono abbattuti dai contadini, che preferirono mangiarli piuttosto che cederli alle cooperative. Il partito usò metodi coercitivi e requisì i raccolti con la forza; nel 1956 fu introdotto un passaporto interno per costringere i contadini a restare nelle campagne, notevolmente più povere delle città.
La prima fase della collettivizzazione portò a risultati modesti e squilibrati, causando nel 1956 uno stato di carestia, sebbene la macchina di propaganda del Partito annunciasse notevoli progressi. Nel complesso il raccolto di grano nel periodo 1949-58 era inferiore a quello del periodo 1931-1937, mentre la produzione pro-capite era inferiore a quella del 1929-1933, anni in cui il nord del paese fu colpito da una grave carestia.

### Emerge la linea radicale
I moderati, incluso Zhou Enlai, fecero appello per una marcia indietro. La posizione dei moderati fu rafforzata nel 1956 dal discorso di Nikita Chruščёv Sul culto della personalità e le sue conseguenze al XX Congresso del PCUS, che esponeva i crimini di Stalin e sottolineava il fallimento delle politiche agricole in Unione Sovietica, soprattutto della collettivizzazione.
In seguito al discorso di Chruščёv e alle preoccupazioni suscitate dalla rivolta in Ungheria, Mao rispose alle tensioni nel Partito con la Campagna dei cento fiori, che apparentemente doveva essere un'apertura verso le critiche al regime. Tali critiche si rivelarono maggiori e più radicali del previsto, mettendo in discussione la stessa natura e legittimità del Partito Comunista. In retrospettiva, la campagna è considerata come un metodo per identificare i dissidenti fra gli intellettuali, successivamente destituiti durante la Campagna anti-destra organizzata da Mao Zedong. Almeno mezzo milione di tecnici e quadri furono allontanati dalle cariche direttive e, in gran parte, mandati a lavorare nei campi o nei laogai. L'opposizione al seguente Grande balzo in avanti fu di fatto ridotta al silenzio in ambito politico, e i tecnici non poterono controllare l'evolversi degli eventi né offrire suggerimenti.
Nel 1957, al termine del primo piano quinquennale, fortemente plasmato sul modello sovietico, Mao cominciò a dubitare della collaborazione con l'Unione Sovietica: criticò la destalinizzazione e fu allarmato dalle rivolte in Germania dell'Est, Ungheria e Polonia e dalla politica di coesistenza pacifica dell'URSS nei confronti delle potenze occidentali. Mao si convinse che la Cina avrebbe dovuto cercare una via originale verso il comunismo.

## Grande balzo in avanti
Grande balzo in avanti è anche il nome che in origine fu dato al secondo piano quinquennale, previsto per gli anni 1958-1963. Dopo il suo fallimento, il nome si riferisce ai primi tre anni del periodo. Mao rivelò il progetto a Nanning, nel gennaio del 1958.
L'idea centrale consisteva in uno sviluppo rapido e parallelo di agricoltura e industria, in modo da evitare l'importazione dall'estero di macchinari pesanti, finanziando il settore industriale attraverso uno sfruttamento di massa del lavoro a basso costo, garantito dall'enorme disponibilità di manodopera contadina.

### Comuni popolari

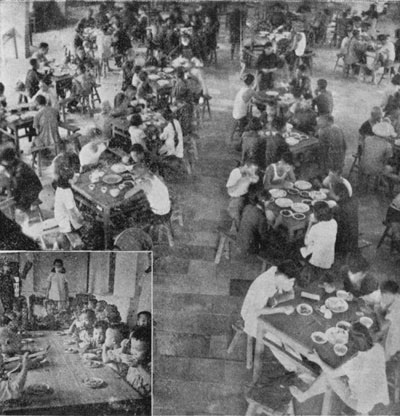
All'inizio i membri dei Comuni popolari potevano mangiare gratuitamente nelle mense. La situazione cambiò quando la produzione di cibo cominciò a rallentare e infine a bloccarsi

Mao spinse ulteriormente la collettivizzazione unendo le Grandi cooperative in gigantesche comuni popolari. La prima comune sperimentale fu creata a Chayashan, nella provincia dello Henan, nell'aprile del 1958.
Gli appezzamenti privati furono aboliti e furono introdotte mense collettive. Il Politburo si riunì ad agosto e stabilì che le comuni sarebbero diventate la nuova forma di organizzazione economica e politica della Cina rurale. Per la fine del 1958 furono create 25.000 comuni, ognuna delle quali contava in media 5.000 famiglie. Le retribuzioni in denaro furono sostituite con punti lavoro. Le comuni erano relativamente autosufficienti: a fianco dei campi agricoli, sorsero dormitori, piccole industrie, scuole e le immancabili organizzazioni militari.

### Produzione di acciaio

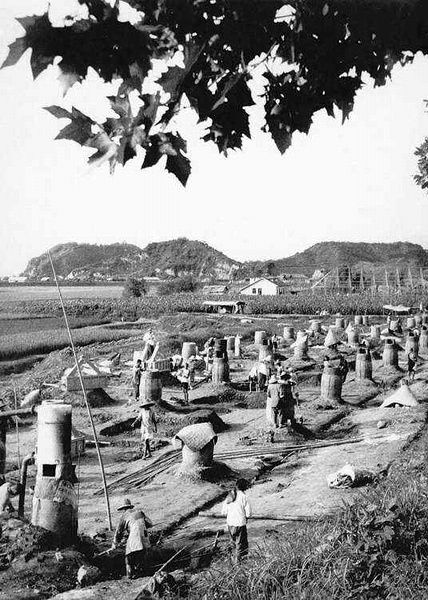
Fornaci da giardino utilizzate per la lavorazione dell'acciaio

Mao considerava il grano e l'acciaio come i pilastri portanti dell'economia e dichiarò che entro 15 anni la Cina avrebbe raggiunto l'Inghilterra nella produzione di acciaio. Il Politburo stabilì che la produzione di acciaio sarebbe dovuta raddoppiare in un anno, soprattutto grazie all'introduzione di piccole fornaci "da cortile".
Zeng Xisheng, primo segretario provinciale dell'Anhui, mostrò a Mao nel settembre del 1958 una di queste fornaci presso Hefei, dichiarando che l'acciaio così prodotto era di elevata qualità, sebbene fosse stato sicuramente prodotto altrove. Mao quindi incoraggiò la creazione di piccole fornaci in ogni comune e quartiere cittadino. Enormi sforzi furono richiesti a contadini, operai e singoli cittadini, al fine di produrre acciaio a partire da rifiuti e scarti di metallo. L'energia necessaria per alimentare le fornaci fu ricavata tagliando gli alberi.
Per raggiungere le quote di produzione stabilite, la pressione sulla popolazione, in stragrande maggioranza contadini, fu pesantissima: gli oggetti più svariati, dalle reti dei letti agli utensili da cucina (ritenuti ormai inutili a causa dell'obbligo di mangiare alla mensa comune) furono requisiti e destinati alla fusione; mobili, porte e finestre furono sottratti per essere usati come combustibile. Decine di milioni di contadini, 60 milioni secondo le fonti più pessimistiche, furono allontanati dai lavori agricoli per produrre acciaio, così come gli operai, gli insegnanti e addirittura il personale degli ospedali.
Come avrebbe potuto prevedere un qualunque tecnico con minime nozioni di metallurgia, l'acciaio prodotto nelle fornaci “da cortile” si rivelò inutilizzabile. Ad ogni modo, la mancanza di fiducia negli intellettuali, allontanati nel 1957, e la fede ideologica nel "potere delle masse", condussero Mao a spingere verso un progetto sconsiderato senza consultare tecnici ed esperti. L'esperienza della Campagna dei cento fiori impedì ogni accenno di dissenso.
La produzione fu di gran lunga inefficiente se paragonata a quella industriale: Suzanne Labin nel 1959 stimò le persone mobilitate in appena due milioni e fece notare che la produzione di dieci milioni di tonnellate era trenta volte meno efficiente della produzione francese degli stessi anni, che ammontava a quindici milioni di tonnellate e impiegava centomila lavoratori. Secondo il suo medico privato, Li Zhisui, Mao visitò una tradizionale acciaieria in Manciuria nel gennaio del 1959, dove constatò come solo una grande fabbrica alimentata a carbone fosse in grado di produrre acciaio di qualità. Egli decise comunque di non bloccare il progetto delle piccole fornaci per non soffocare "l'entusiasmo rivoluzionario delle masse". Solamente dopo alcuni mesi, le direttive vennero rettificate.

### Opere idrauliche
La realizzazione di grandi opere idrauliche per mezzo di lavoro coatto e massivo, caratterizza la natura stessa delle cosiddette "società idrauliche". L'impero cinese aveva realizzato in questo modo il Gran canale, in virtù della sua capacità di mobilitare masse di lavoratori. Gli argini del Fiume giallo richiedevano continue e ingenti manutenzioni, dal momento che il letto del fiume corre per centinaia di chilometri a un livello sopraelevato rispetto alle campagne circostanti. La mobilitazione delle masse era dunque l'unico modo per fronteggiare la forza della natura, che spesso causava la perdita di molte vite. La realizzazione dei lavori idraulici era parte integrante della figura dell'imperatore benevolo nei confronti del popolo.
Il vuoto di potere politico della prima metà del XX secolo, causato dal crollo della Dinastia Qing, dai Signori della guerra e dalle guerre civili e con il Giappone, aveva lasciato la popolazione in balia degli elementi. Il  Grande balzo  assume quindi un forte significato simbolico e politico tradizionale. Si stima che circa 100 milioni di contadini furono mobilitati per trasformare le campagne cinesi, attraverso la costruzione di enormi e numerose dighe, bacini e canali di irrigazione. Ma, a differenza che in passato, la progettazione dei lavori fu affidata agli stessi contadini e ai quadri di partito locali, piuttosto che a tecnici qualificati, e la mobilitazione fu talmente spinta da impedire a milioni di contadini di coltivare i campi.

### Innovazioni tecniche

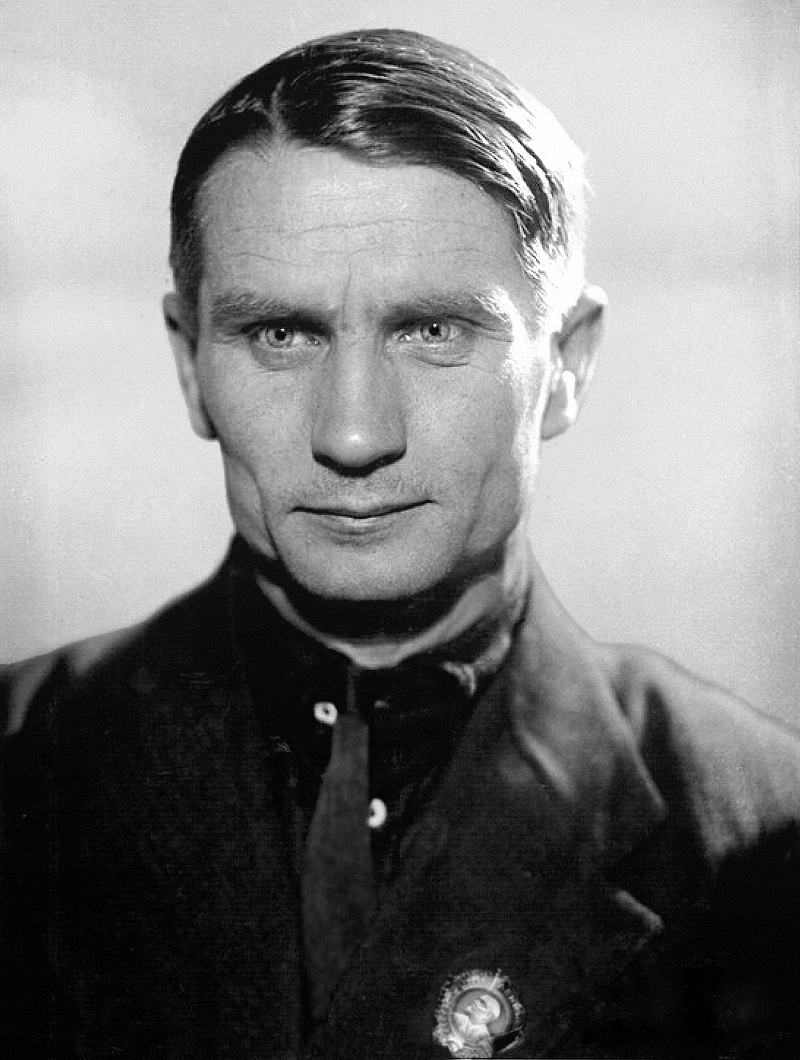
Trofim Lysenko

La propaganda sovietica indusse la Cina a dare credito a pseudo-scienziati come Mičurin e Williams e alle stravaganti teorie di Trofim Lysenko, successivamente screditate. Furono incoraggiate la semina ravvicinata e l'aratura in profondità (fino a 3 metri), sostenendo che i semi di una stessa "classe" non sarebbero entrati in competizione e che le piante avrebbero sviluppato maggiori radici negli strati più fertili. Gli slogan di propaganda affermavano che il grano sarebbe cresciuto così fitto da permettere ai bambini di camminarci sopra.
I contadini furono incoraggiati a sviluppare i tu fa  (metodi della terra), realizzando fantasiosi quanto inutili marchingegni di legno derivati da quelli tradizionali. Lysenko avversava la genetica e sosteneva che era sufficiente che al terreno fosse unito il letame, per garantire raccolti copiosi. Secondo Olga Lepesienskaja, era possibile ottenere cellule viventi da materiale organico non vivente. La stampa diffuse notizie di eccezionali progressi scientifici, fra cui la scoperta di un "fertilizzante eterno" (un'alga in grado di assimilare l'azoto), la realizzazione di piante gigantesche e addirittura incroci fra maiali e bovini e fra cotone e pomodoro, che originava un cotone rosso. I cinesi erano convinti che la produttività sarebbe aumentata di dieci volte o più.

### Condizioni climatiche
Per comprendere appieno il contesto in cui la politica del "Grande balzo" venne attuata, vanno considerate le condizioni climatiche che interessarono il periodo della sua applicazione. Nel 1958, il clima fu molto favorevole e lasciò prevedere il realizzarsi di un buon raccolto. Secondo alcune fonti, nel 1959 e nel 1960 il clima peggiorò notevolmente e siccità e alluvioni colsero diverse province del tutto impreparate. Nel luglio del 1959, il Fiume Giallo ruppe gli argini nella Cina orientale, uccidendo due milioni di persone, un evento che viene annoverato tra i 10 peggiori cataclismi naturali del XX secolo. Nel periodo 1958-1962, l'annuario dell'Enciclopedia Britannica riporta siccità e alluvioni - i dati riportati provengono da fonti del Governo cinese. Secondo la stampa cinese dell'epoca, nel 1960 siccità e clima sfavorevole colpirono il 55% di tutto il territorio coltivabile, mentre il 60% nel territorio del Nord non fu bagnato da alcuna pioggia.
Invece secondo altre fonti, i meteorologi sostengono che dal 1959 al 1961 non vi fu alcuna calamità naturale e che anzi le condizioni climatiche furono buone, nonostante i media governativi divulgassero notizie catastrofiche. È legittimo sospettare che il governo cinese abbia alterato i rapporti sul clima per giustificare il fallimento quando, nel 1980, ha divulgato le statistiche demografiche relative al "Grande balzo". Gli anni peggiori dopo il 1949 furono il 1954 e il 1980, in cui non si verificò alcuna carestia. Secondo Marie-Claire Bergère le intemperie non possono giustificare né il carattere generalizzato né la durata della carestia, che colpì il paese anche nell'autunno 1958 quando i raccolti furono buoni ma vennero lasciati marcire nei campi. Alcuni testimoni locali riferiscono che nelle aree colpite dalla carestia in cui hanno vissuto non vi furono eventi climatici sfavorevoli. Oggi il governo cinese ammette che i disastri naturali non furono la principale causa della carestia, come fece l'allora presidente Liu Shaoqi, divenuto poi la prima vittima della Rivoluzione Culturale.

### Fine delGrande balzo
Sia la politica del Grande balzo che la carestia continuarono fino al gennaio del 1961, quando il programma venne bloccato dal IX Plenum dell'VIII Comitato Centrale che adottò una differente politica, restaurando la normale produzione agricola. Le esportazioni di grano furono interrotte e sostituite da importazioni dal Canada e dall'Australia, che contribuirono a risolvere i problemi di alimentazione almeno nelle città costiere. La fallimentare politica agraria del Grande balzo, che ridusse le forniture alimentari a livelli da carestia, fu seguita da una graduale de-collettivizzazione negli anni sessanta e in seguito alle riforme di Deng Xiaoping dopo il 1978.
Secondo Meredith Woo-Cumings: 
()

## Conseguenze delGrande balzo

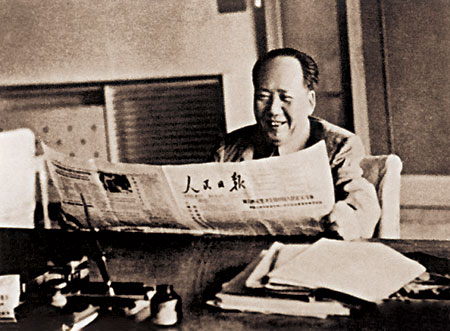
Mao Zedong (1961)

L'impatto del Grande balzo in avanti sul paese è stato notevole ed ha condizionato fortemente gli anni seguenti sotto l'aspetto economico, politico e sociale.
Secondo Jean-Luc Domenach (Aux origines du Grand Bond en avant, 1982), la storia cinese del dopoguerra è stata segnata da tre eventi principali: il Grande Balzo in Avanti, la Rivoluzione Culturale e la successione a Mao da parte di Deng Xiaoping: nonostante gli ultimi due eventi siano più studiati e conosciuti, sono stati determinati dal primo. Nel periodo del culto di Mao (anni sessanta e anni settanta), numerosi autori occidentali, fra cui molti "amici della Cina", scrissero della Rivoluzione Culturale enfatizzandone gli aspetti ideologici e talvolta sconfinando nell'apologia; non tennero conto del Grande Balzo e delle sue conseguenze, la cui gravità (in particolare l'ordine di grandezza del numero di vittime), fu conosciuta solo all'inizio degli anni ottanta.

### La carestia e le sue cause
Fra il 1959 e il 1962 ebbe luogo una gravissima carestia che colpì l'intero paese provocando decine di milioni di morti. La cifra ufficiale riconosciuta in Cina è di 14 milioni, ma gli studiosi forniscono stime dai 20 ai 43 milioni. Nei primi anni ottanta, Judith Banister, impiegata del Governo USA, pubblicò un influente articolo in "China Quarterly", diffondendo fra i media statunitensi le sue stime di 30 milioni di morti.
Sia all'interno del Partito Comunista che fra gli studiosi cinesi e occidentali, esistono due linee di pensiero che attribuiscono la principale causa della carestia rispettivamente ai disastri naturali o alla politica del Grande Balzo.
Il periodo 1959-1962 fu inizialmente conosciuto come "I tre anni difficili" o "I tre anni di disastri naturali", nome attribuito dal Partito per sottolineare l'attribuzione di responsabilità alle condizioni climatiche, assolvendo il Partito stesso. Numerosi funzionari locali furono uccisi in esecuzioni pubbliche per aver diffuso informazioni errate. L'attribuzione di responsabilità alla politica della fazione maoista da parte della fazione moderata ha avuto notevoli ripercussioni sulla storia cinese degli anni successivi, determinando per esempio lo scoppio della Rivoluzione culturale (vedi Conseguenze politiche).
Successivamente numerosi autori hanno considerato l'errore umano come principale causa della carestia. Un articolo del settimanale Time pubblicato il primo dicembre 1961 attribuì le cause della carestia, così definita da molti giornali occidentali mentre Mao parlò di semplice "periodo di scarsità", alla pianificazione politica invece che alle condizioni climatiche. Il 27 giugno 1981, il governo cinese ha precisato che la carestia fu dovuta "alla cattiva comprensione delle leggi dello sviluppo economico e dei fondamentali essenziali dell'economia cinese [...] al fatto che il compagno Mao Zedong insieme a molti compagni dirigenti... avevano perso la testa per i successi riportati [...] e volevano ottenere risultati immediati e portare all'estremo, il ruolo dei fattori soggettivi".
La dislocazione di milioni di contadini per la produzione di acciaio e per le opere idrauliche, provocò in alcune aree l'abbandono dei raccolti. La campagna di eliminazione dei quattro flagelli e in particolare l'eliminazione dei passeri, causò lo sviluppo di parassiti che danneggiarono i raccolti.
Sebbene i raccolti si fossero ridotti, i quadri locali, sotto le forti pressioni dalle autorità centrali, affinché riportassero esiti positivi del Grande balzo, entrarono in competizione fra loro nell'annunciare raccolti eccezionali ed esagerati. I dati irreali servirono da base per determinare la quantità di grano dovuta allo Stato, destinata sia alle città che all'esportazione verso le nazioni del blocco comunista, prima fra tutte l'Unione Sovietica, che reclamava il pagamento per l'assistenza tecnica fornita: nel periodo 1958-1960 la Cina continuò a esportare più grano di quanto ne importasse. A causa delle pressioni politiche e del passaporto interno introdotto nel 1956, che impediva ai contadini di recarsi alle fiere o di cercare lavoro fuori del villaggio senza permesso, vennero meno le tradizionali fonti d'informazione del mondo rurale: viandanti, venditori ambulanti, musicisti erranti e religiosi. Sia i contadini che gli stessi quadri di partito non poterono rendersi conto della reale portata della carestia, considerando il proprio come un caso isolato.
La razione alimentare giornaliera fu ridotta, anche nelle città, ma fu nelle campagne che si raggiunse un livello di carestia gravissima. La distribuzione geografica della carestia fu sensibilmente diversa rispetto a quella delle carestie di origine naturale che storicamente colpivano la Cina. Nel 1960, furono colpite le province che adottarono le direttive di Mao con maggior enfasi (Anhui, Gansu, Henan); il Sichuan, una delle più popolose, conosciuta come "il granaio del cielo" per la sua fertilità e raramente colpita dalle carestie, soffrì il maggior numero di morti a causa dello zelo con cui il leader provinciale Li Jinquan promosse il Grande balzo.

### Conseguenze economiche
Il Grande balzo in avanti è storicamente considerato, sia in Cina che all'estero, come un grande disastro economico, in pratica un grande balzo indietro capace di condizionare la Cina negli anni seguenti in cui venne attuato: le statistiche falsificate - secondo talune fonti - indussero le autorità a spostare le risorse umane dall'agricoltura all'industria. Durante il Grande balzo, l'economia cinese inizialmente crebbe: la produzione di acciaio aumentò del 45% nel 1958 e del 30% nei successivi due anni, ma crollò nel 1961 e non raggiunse il livello del 1957 prima del 1964.

### Conseguenze politiche
L'impatto iniziale del Grande balzo  fu discusso alla Conferenza di Lushan nei mesi di luglio-agosto 1959. Sebbene molti leader moderati nutrissero riserve contro tale politica, l'unico a esprimerle apertamente fu Peng Dehuai. Mao usò la conferenza contro Peng, accusando lui e i suoi sostenitori come "borghesi" e lanciando una campagna contro gli "opportunisti di destra". Peng fu rimosso dalla carica di ministro della difesa e sostituito da Lin Biao, che purgò l'esercito dai suoi sostenitori.
Peng affermò che "mettere la politica al posto di comando" (ovvero promuovere la direzione da parte di funzionari ideologicamente zelanti invece che di tecnici preparati nelle università su modello occidentale) non poteva cambiare le leggi economiche e la politica reale; alcuni leader non identificati furono ammoniti per aver tentato di "saltare nel comunismo in un solo passo".
Nonostante i rischi per le proprie carriere, alcuni membri del Partito Comunista criticarono il fallimento dei quadri locali, considerandolo come prova del fatto che la Cina aveva bisogno di maggiore istruzione, tecnici ed esperti. Per i maoisti, i lavoratori dovevano essere "più rossi e meno esperti", seguendo i metodi di sviluppo "delle masse" invece di quelli "borghesi"..
Mao rinunciò alla carica di Presidente della Repubblica nel 1959, conservando quella di Presidente del Partito. Al suo posto fu eletto il moderato Liu Shaoqi. Nel 1962, quest'ultimo contraddisse Mao alla Conferenza dei settemila quadri, affermando che il disastro economico era causato principalmente da errori umani e non da catastrofi naturali. Liu Shaoqi e Deng Xiaoping (Segretario Generale del Partito) si occuparono di restaurare l'economia con politiche meno radicali; il contrasto fra Mao e Liu Shaoqi sarà la principale causa della Rivoluzione Culturale del 1966.

## Interpretazioni
Se il messaggio della propaganda cinese sottolinea le motivazioni ideologiche che portarono al Grande Balzo, gli storici non cinesi, o in generale super partes, pongono l'accento su interpretazioni diverse che, in definitiva, potrebbero semplicemente coesistere.
- Ideologica - il Grande balzo in avanti è stato presentato come un'accelerazione del processo di trasformazione della società socialista in società comunista, attraverso la decentralizzazione delle unità produttive, militari, istituzionali e sociali, che avrebbe portato alla scomparsa dello Stato. Molta importanza è data alla ricerca di una "via cinese al comunismo" in contrapposizione al revisionismo dell'Unione Sovietica, considerato come tradimento del marxismo-leninismo.
- Militare - sotto la minaccia crescente della terza guerra mondiale, che vedeva un avvicinamento fra l'Unione Sovietica e gli Stati Uniti e un isolamento della Cina (negli anni sessanta, dopo la rottura dei rapporti con l'URSS, questa viene percepita come una minaccia anche maggiore degli Stati Uniti), la decentralizzazione avrebbe reso la Cina "impermeabile" a un attacco nucleare.
- Economica - le comuni e le grandi mobilitazioni di popolazioni rurali ebbero lo scopo di sfruttare i contadini (secondo alcuni al limite dei lavori forzati) per aumentare la produzione agricola, da cui provenivano le uniche merci da esportare verso l'Unione Sovietica in cambio di forniture industriali e soprattutto militari. La Cina avrebbe inoltre esportato i prodotti agricoli a diversi paesi del blocco comunista, per aumentare la propria influenza a danno dell'URSS.